# Dracophyllum arboreum
Dracophyllum arboreum, conhecido como tarahinau em moriori, é uma espécie de árvore da família Ericaceae. Endêmica das ilhas Chatham da Nova Zelândia, atinge até 18 m de altura e apresenta folhas que variam entre as formas juvenil e adulta.
D. arboreum possui folhas largas e verde-claras na fase juvenil, que se tornam agulhas finas à medida que a planta amadurece. A floração ocorre de novembro a fevereiro, produzindo pequenas flores brancas que posteriormente se transformam em frutos marrons pequenos. A espécie habita diversos tipos de comunidades de vegetação, desde áreas próximas ao nível do mar até 270 m de altitude, incluindo pântanos, falésias, brejos e matagais. Sua distribuição é restrita a três ilhas localizadas a cerca de 800 km a leste da Nova Zelândia: Chatham, Pitt [en] e Rangatira [en].
Foi descrita pela primeira vez pelo botânico britânico Joseph Dalton Hooker em 1864 como uma variedade da espécie D. latifolium [en], mas recebeu o status de espécie em 1902 pelo botânico neozelandês Leonard C. Cockayne. Outro botânico neozelandês, Thomas Frederic Cheeseman, rebaixou-a novamente a uma variedade em 1925, desta vez de D. scoparium [en], mas essa mudança não foi reconhecida por outros botânicos e instituições. O naturalista neozelandês Walter Oliver classificou-a no subgênero Oreothamnus em 1928. Uma análise cladística em 2010, baseada em sequenciamento genético, revelou que a espécie faz parte de um grupo parafilético e não está diretamente relacionada a D. patens [en], como sugerido por Oliver em seu suplemento de 1952, mas sim a D. scoparium, como ele inicialmente pensou.

## Descrição
Dracophyllum arboreum é uma árvore que atinge de 4 a 18 m de altura. Sua casca é marrom-acinzentada, com novos ramos em tons de marrom-avermelhado a amarelado. Suas folhas são dimórficas, ou seja, diferem significativamente entre as fases juvenil e adulta. As folhas juvenis são verdes, medem de 10 a 22 cm de comprimento por 1 a 1,8 cm de largura e têm textura coriácea. São completamente glabras, exceto por pelos densos e minúsculos nas margens. Já as folhas adultas são estreitas, medindo de 25 a 90 mm de comprimento por 1 a 2 mm de largura, semelhantes a agulhas. São glabras, exceto por uma margem coberta de pelos minúsculos e um tufo de pelos na base da face superior.
A floração ocorre de novembro a fevereiro, produzindo inflorescências terminais em forma de espiga com 4 a 9 flores em cada uma. Elas crescem a partir de ramos laterais, com 15 a 38 mm de comprimento (mais curtos que as folhas), enquanto a bráctea da inflorescência mede de 18 a 20 mm de comprimento por 3 a 5 mm de largura. Assim como as folhas, são majoritariamente glabras, exceto por pelos nas margens e muitos na base da face superior. As flores são sésseis, brancas, de formato elíptico e medem de 5,5 a 9 mm de comprimento por 2,5 a 3 mm de largura. A corola, ou pétalas, também é branca e cilíndrica, com 4 a 5 mm de comprimento por 2,5 a 3 mm de largura, apresentando lobos triangulares reflexos. Suas sépalas são brancas, ovadas, medindo de 4 a 7 mm de comprimento por 2,5 a 3 mm de largura, sendo mais longas que o tubo da corola. Os estames estão localizados no terço superior da corola, compostos por uma antera amarelo-clara de 0,3 a 0,4 mm em um filamento de 0,3 a 1 mm, cujo comprimento varia entre populações. Além disso, possui um ovário elíptico glabro de 1,7 a 2 mm de comprimento por 1 a 2 mm de largura e escamas nectaríferas retangulares de 1 a 1,2 mm de comprimento por 0,5 a 0,8 mm de largura. O estilete mede de 2 a 2,5 mm de comprimento e é glabro.

A frutificação ocorre durante todo o ano, produzindo frutos sésseis marrons-escuros, de formato retangular, medindo de 1,2 a 1,5 mm de comprimento por 1 a 1,5 mm de largura, contendo uma semente ovada amarelo-acastanhada de 0,6 a 0,65 mm de comprimento. D. arboreum é semelhante a D. scoparium e D. cockayneanum [en], mas difere principalmente por possuir folhas juvenis, que faltam em D. scoparium. D. cockayneanum é mais semelhante, mas pode ser distinguido por suas folhas juvenis muito menores e pilosas, bem como por brácteas florais não persistentes. As folhas adultas de D. arboreum também se afunilam em uma ponta e possuem pelos apenas nas bordas e na base da face superior, ao contrário das de D. cockayneanum, que são mais arredondadas e cobertas de pelos por toda a superfície.

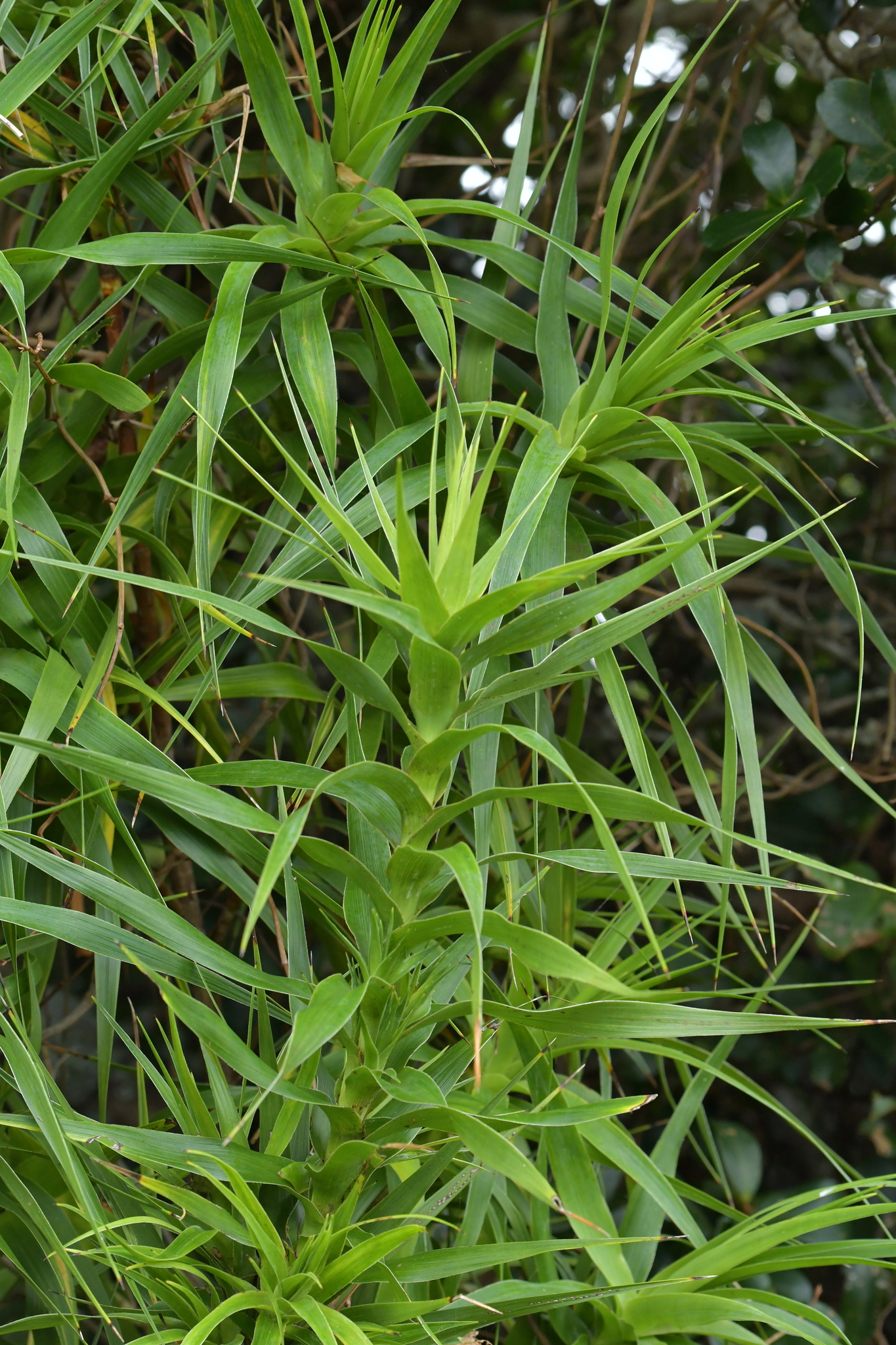
Folhagem juvenil
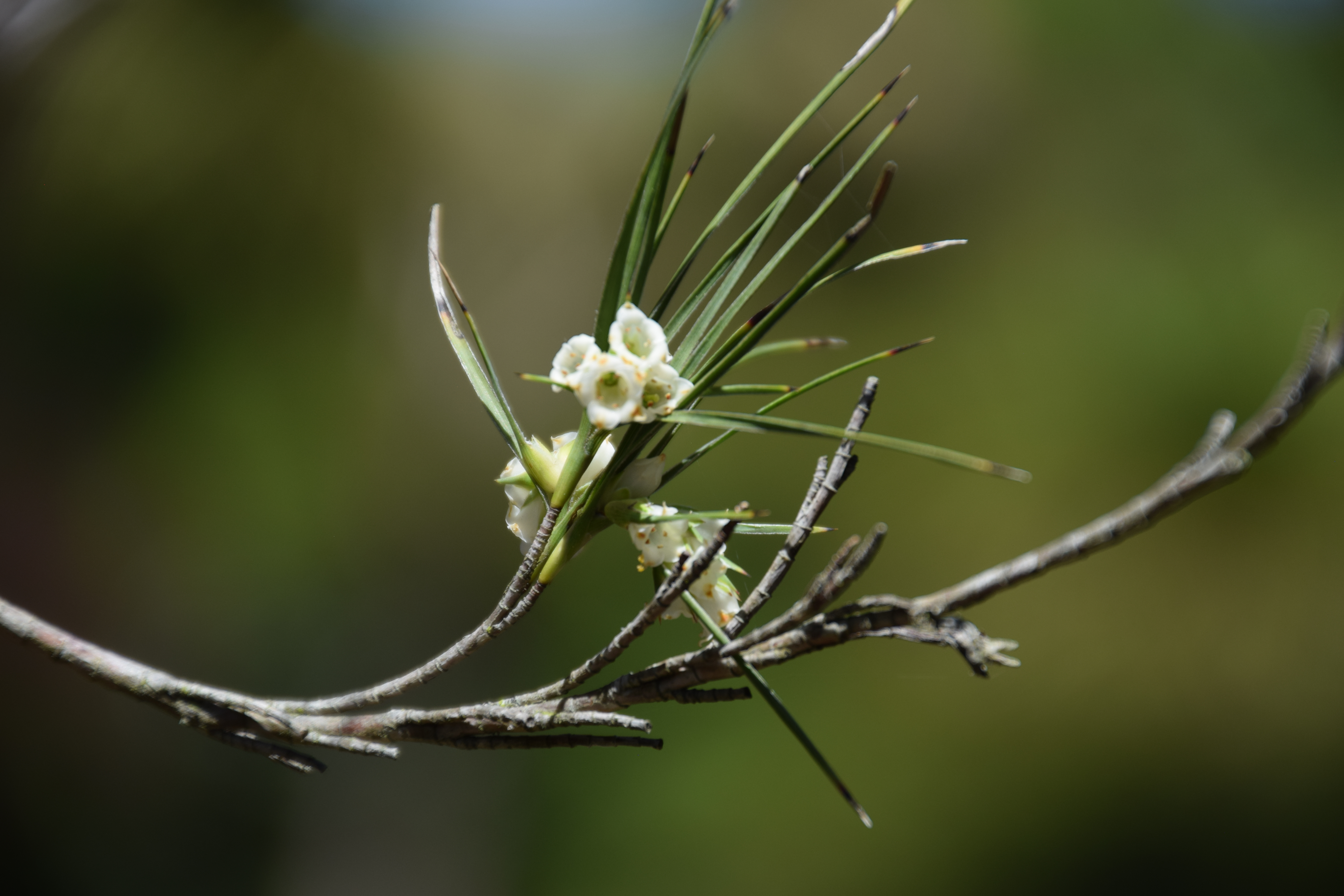
Inflorescência e algumas folhas adultas
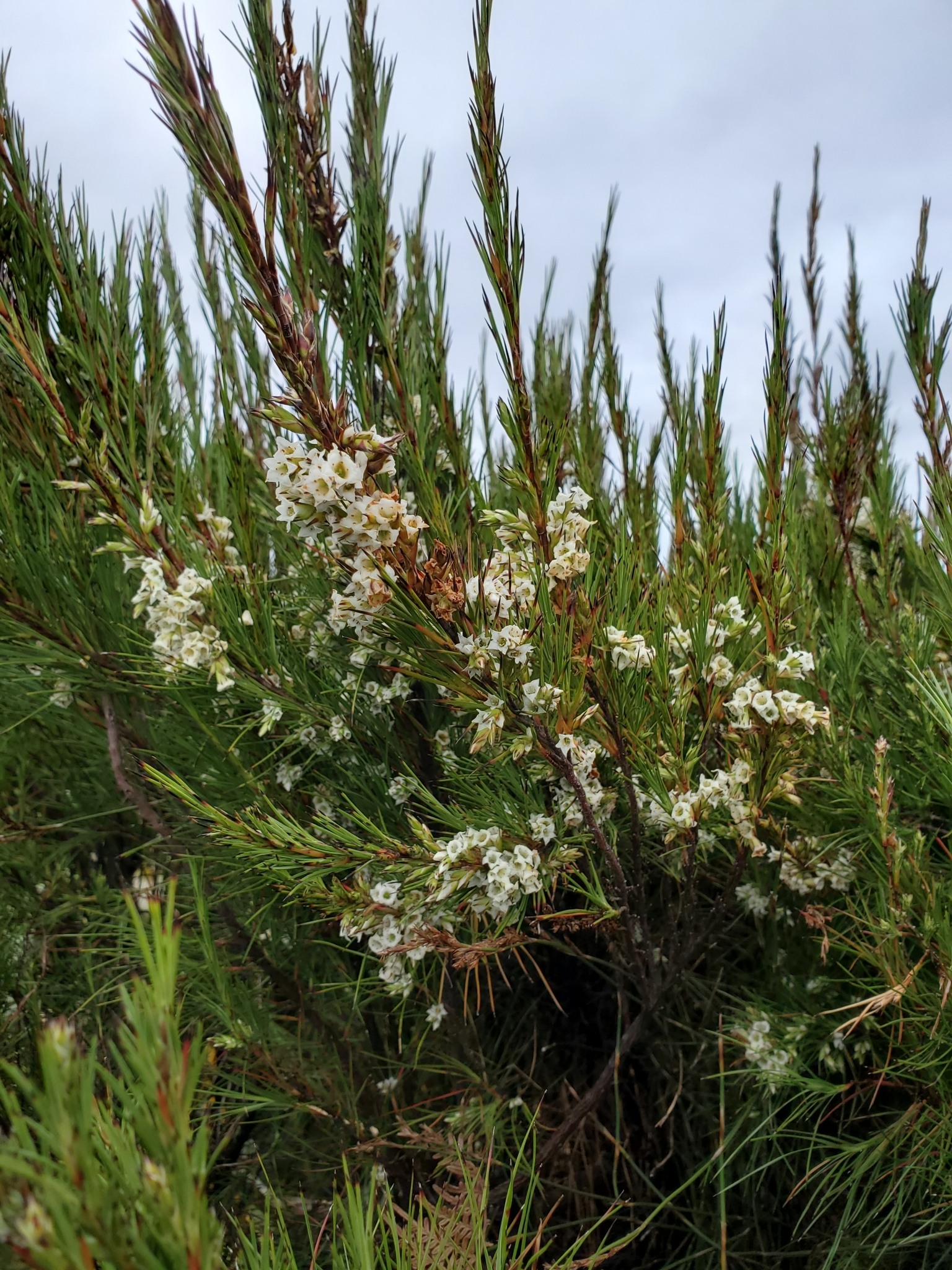
Planta inteira em floração
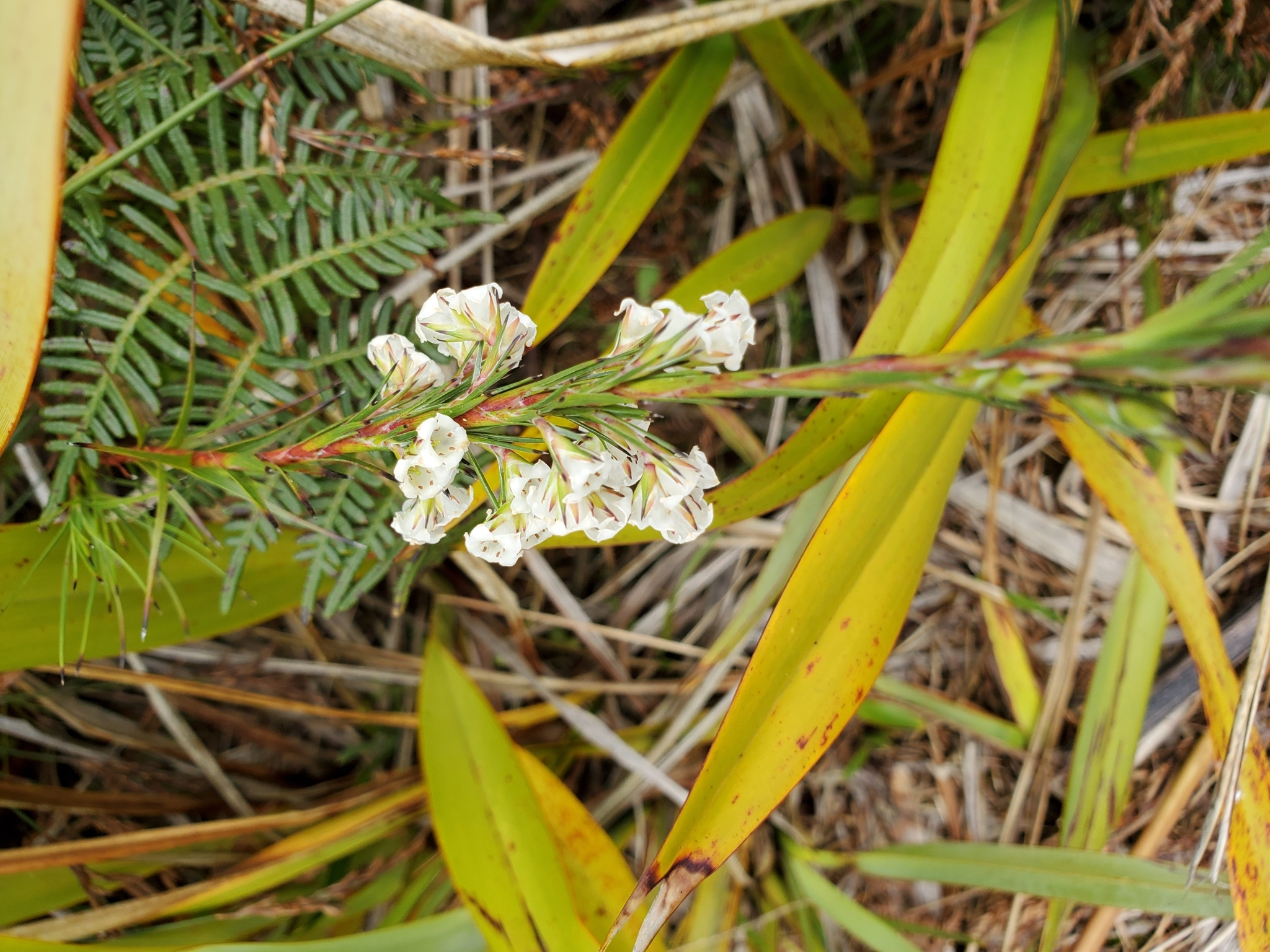
Inflorescência vista de cima

## Taxonomia
D. arboreum foi descrito pela primeira vez pelo botânico Joseph Dalton Hooker em 1864 como uma variedade de D. latifolium, chamada D. latifolium var. ciliolatum. Ele observou que a variedade encontrada nas ilhas Chatham tinha margens foliares cobertas por muitos pelos pequenos, daí o nome ciliolatum, que significa coberto de pelos minúsculos. Leonard C. Cockayne concedeu-lhe o status de espécie na edição de 1901 de Transactions and Proceedings of the Royal Society of New Zealand [en], então conhecido como Transactions and Proceedings of the New Zealand Institute, mas publicado apenas em julho de 1902. Embora não fosse uma descrição completa, ele destacou que as diferenças na folhagem entre as formas juvenil e adulta eram suficientes para classificá-la como distinta de D. scoparium, apesar da semelhança de suas flores. Thomas Frederic Cheeseman rebaixou D. arboreum a uma variedade de D. scoparium, chamada D. scoparium var. major, devido à sua altura, robustez e pelos mais densos nas folhas. Na tese de Stephanus Venter de 2009 e na revisão de 2021 do gênero, essa variante é listada como sinônimo de D. arboreum, assim como o Dracophyllum scoparium descrito pelo botânico germano-australiano Ferdinand von Mueller em 1864, embora ele aceite o descrito por Hooker no mesmo ano.

### Etimologia
Dracophyllum deriva da semelhança do gênero com as espécies do gênero Dracaena das ilhas Canárias e vem do grego antigo para "folha de dragão". O epíteto específico arboreum significa "semelhante a árvore", em referência ao seu hábito de crescimento arbóreo.

### Classificação e evolução
Em um suplemento de 1952 de Transactions and Proceedings of the Royal Society of New Zealand, W. R. B. Oliver publicou uma reorganização taxonômica revisada do gênero Dracophyllum, que ele havia tentado pela primeira vez em 1928. Nesse suplemento, ele transferiu D. arboreum do grupo que continha D. scoparium para o grupo de D. sinclairii [en], junto com D. patens e D. viride (agora considerado sinônimo de D. sinclairii). Ele citou sua semelhante história de vida e "semelhança geral", mantendo-a no subgênero Oreothamnus. Oliver, no entanto, conduziu sua pesquisa com base puramente em características morfológicas, como hábito de crescimento, folhas e flores.
Wagstaff et al. (2010) usaram cladística para produzir uma árvore filogenética da tribo Richeeae e outras espécies por meio de sequenciamento genético. Eles descobriram que apenas o subgênero Oreothamnus e a tribo Richeeae eram monofiléticos. A parafilia do gênero Dracophyllum, assim como a polifilia do gênero estreitamente relacionado Richea, sugeriram, segundo eles, que uma revisão taxonômica significativa era necessária. Venter revisou o gênero em 2021. D. arboreum está posicionado no clado formado por várias espécies do subgênero Oreothamnus, com D. strictum (no subgênero Dracophyllum) como irmã desse clado.

## Distribuição e habitat
Endêmica das ilhas Chatham, um arquipélago a cerca de 800 km a leste da Ilha do Sul, está presente nas ilhas Chatham, Rangiauria e Rangatira. É abundante no planalto sul da ilha Chatham em florestas de terras baixas e nas regiões mais secas de pântanos, bem como na zona de transição entre charneca e floresta em associação com D. paludosum — especialmente em sua forma juvenil. Na ilha Rangiauria, também conhecida como ilha Pitt, D. arboreum domina as florestas de terras altas com Brachyglottis huntii [en] e várias espécies de samambaia arbórea.
Cresce desde próximo ao nível do mar até 270 m de altitude, em falésias, encostas, riachos, ravinas e vales. A vegetação típica dessas áreas é composta por florestas, matagais, brejos e campos, enquanto o solo é frequentemente pantanoso e turfo. D. arboreum prefere sol pleno, embora também cresça em sombra leve. O Sistema de Classificação de Ameaças da Nova Zelândia classificou-a em 2017 como "Naturalmente Incomum", estimando uma área de ocupação de 10 km². As florestas onde é encontrada são compostas principalmente por Plagianthus regius chathamicus, enquanto os matagais são formados por: Muehlenbeckia australis [en]; ou espécies do gênero Coprosma junto com Olearia semidentata; ou Olearia chathamica.

## Ecologia

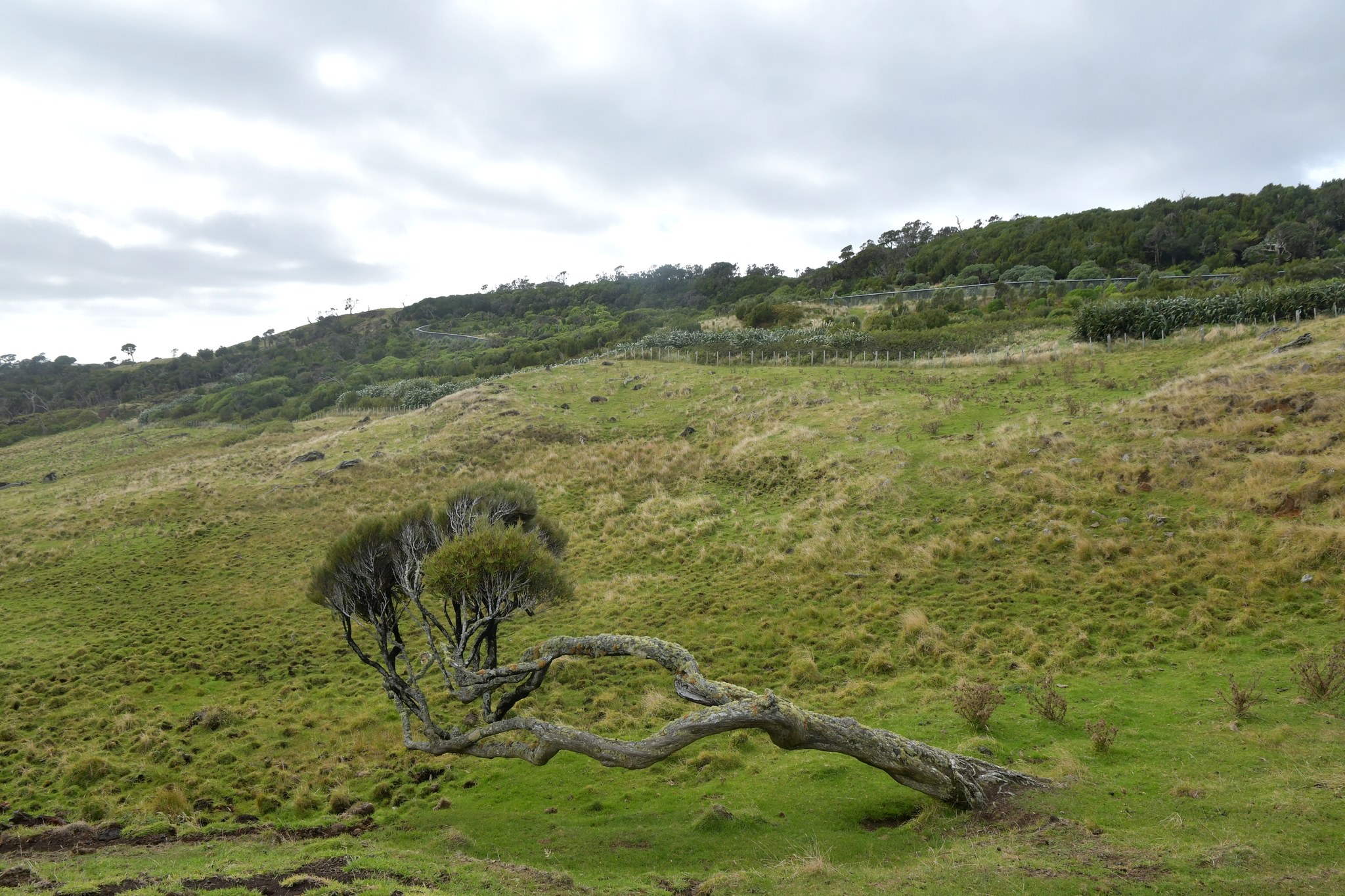
Espécime moldado pelo vento

As ilhas Chatham são extremamente ventosas, com uma velocidade média anual do vento de 24 km/h e registros de velocidades máximas de 157 km/h em janeiro de 1993 e 124 km/h alguns meses depois. Para se adaptar, D. arboreum evoluiu para ser heteroblástica [en], desenvolvendo folhas largas na fase juvenil que se tornam agulhas finas e resistentes ao vento na maturidade. Muitas espécies na Nova Zelândia continental também são heteroblásticas, como Pseudopanax crassifolius [en], mas provavelmente devido a aves pastadoras extintas, como moa. As ilhas Chatham nunca tiveram essas aves, o que sugere que D. arboreum evoluiu dessa forma devido a fatores climáticos, como o vento, com folhas mais finas reduzindo o estresse nos caules.
D. arboreum também pode crescer como epífita, começando sua vida tipicamente em uma samambaia arbórea, antes de estender suas raízes para baixo e eventualmente desenvolver um tronco.

## Cultivo
D. arboreum pode ser cultivado a partir de sementes, mas é difícil de manter e prefere um solo úmido, ácido e turfo, semelhante ao seu habitat na ilha Chatham.